# Karl von Marinelli

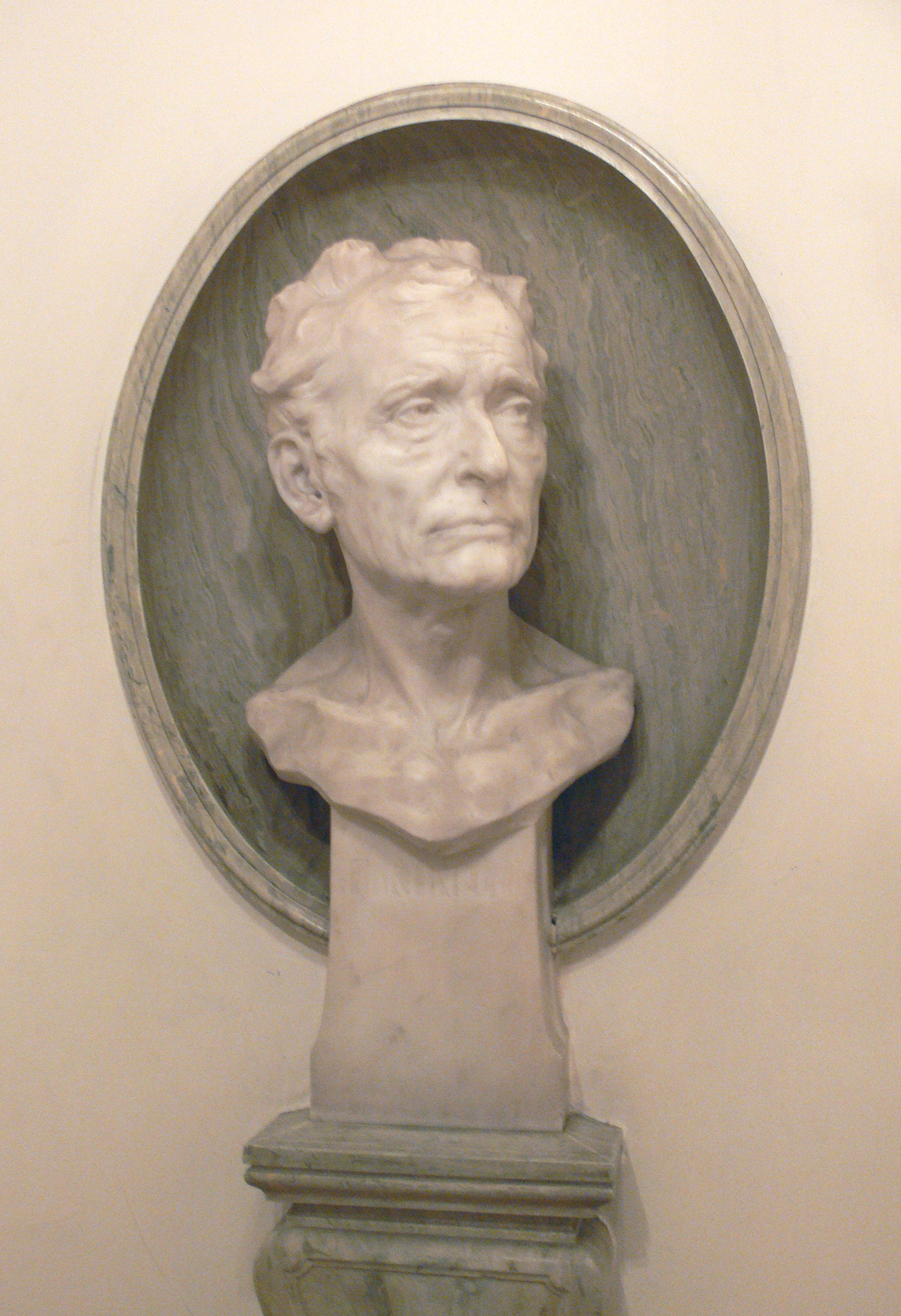
Karl von Marinelli (fiktive Büste im Volkstheater, Wien)

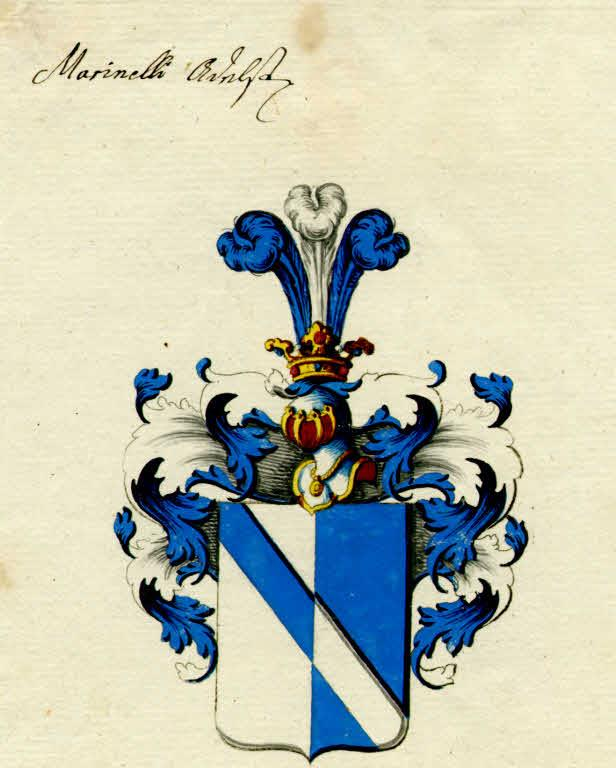
Wappen des Karl von Marinelli

Karl Joseph von Marinelli (* 12. September 1745 in Wien; † 28. Jänner 1803 ebenda) war ein österreichischer Schauspieler und Schriftsteller.

## Leben
Schon mit sechzehn Jahren war Marinelli mit der Schauspieltruppe unter Leitung von J. Schulz unterwegs. Unter der neuen Leitung von Johann Matthias Menninger konnte Marinelli u. a. in Pressburg, Budapest und Wien debütieren. Mit seinen Theaterstücken, speziell für diese Truppe, begründete Marinelli die später überregional bekannte Wiener Lokalposse der Alt-Wiener Volkskomödie. Hier schaffte Johann Joseph La Roche seinen Durchbruch als Kasperl.
1780 übernahm Marinelli die Leitung der Truppe und schuf mit ihr schon im darauffolgenden Jahr im Leopoldstädter Theater die erste stehende Volksbühne Wiens. Am 16. Dezember 1801 wurde Marinelli von Kaiser Franz II. mit dem Prädikat Edler von geadelt. Er starb im Alter von 58 Jahren am 28. Januar 1803 in Wien.
Seit 1894 ist im Alliiertenviertel im zweiten Wiener Gemeindebezirk Leopoldstadt die Marinelligasse nach ihm benannt.

## Werke
- Aller Anfang ist schwer (1781) (Digitalisat der Ausg. 1784)
- Der Anfang muß empfehlen. Ein Vorspiel in einem Aufzuge. Schulz, Wien 1774. (Digitalisat)
- Dom Juan, oder Der steinerne Gast. Lustspiel in vier Aufzügen nach Molieren, und dem spanischen des Tirso de Molina el Combidado de piedra für dies Theater bearbeitet mit Kaspars Lustbarkeit. 1783. (Nachdruck 1936)
- Der Geschmack in der Komödie ist unbestimmt. Lustspiel in 3 Aufzügen. Schulz, Wien 1774.
- Der Schauspieler. Ein Lustspiel in drey Aufzügen. Kurzböck, Wien 1774. (Digitalisat)
- Der Ungar in Wien. Originallustspiel in drey Aufzügen. Schulz, Wien 1773. (Digitalisat)
- Das Findelkind. Ein Originallustspiel in fünf Aufzügen. Trattner, Wien 1775. (Digitalisat)
- Der Bürger und der Soldat. Original-Lustspiel in 3 Aufzügen. Preßburg 1790.